# أسباب الحرب الفرنسية البروسية
تعود أسباب الحرب الفرنسية البروسية (بالإنجليزية: The causes of the Franco-Prussian War)‏ إلى جذورها العميقة المرتبطة بالأحداث المحيطة بحركة توحيد ألمانيا. في أعقاب الحرب النمساوية البروسية (عام 1866)، ضمَّت بروسيا العديد من الأراضي لصالحها وعملت على تشكيل ودعم الاتحاد الألماني الشمالي. ثم حوَّلت بروسيا انتباهها نحو جنوب ألمانيا، حيث سعت إلى توسيع نفوذها في المنطقة.
عارضت فرنسا بشدة ضمّ الولايات الألمانية الجنوبية (بما فيها: مملكة بافاريا، ومملكة فورتمبيرغ، ودوقية بادن الكبرى، ودوقية هسن الكبرى)، التي كانت لتشكل دولة فائقة القوة بالقرب من حدودها. في بروسيا، اعتُبِرَت الحرب ضد فرنسا أمرًا ضروريًا من أجل نشر القومية الألمانية في الدول التي ستسمح بتوحيد إمبراطورية ألمانية كبرى. وقد تجسَّد هذا الهدف في اقتباس المستشار البروسي أوتو فون بسمارك: «علمت أن الحرب الفرنسية البروسية يجب أن تحدث قبل تشكيل ألمانيا الموحدة». عَلِمَ بسمارك أيضًا أن فرنسا يجب أن تكون المعتدي في هذه الحرب وذلك بهدف جلب دول جنوب ألمانيا لصالح بروسيا، وبالتالي إعطاء الألمان التفوق العددي.
يكمن السبب المباشر وراء الحرب هذه في ترشيح ليوبولد، أمير هوهنتسولرن-سيغمارينغن، لعرش إسبانيا – إذ خشيت فرنسا تطويقها من قِبَل تحالف على وشك الحدوث بين بروسيا وإسبانيا. سُحِبَ ترشيح أمير آل هوهنتسولرن تحت ضغط دبلوماسي فرنسي ولكن أوتو فون بسمارك قد حرَّض الفرنسيين على إعلان الحرب من خلال تعديل برقية كان قد أرسلها فيلهلم الأول. مع إعلان البرقية على عامة الناس، جعل بسمارك الأمر يبدو كما لو أن الملك قد عامل المبعوث الفرنسي بطريقة مهينة. ثم بعد ستة أيام، أعلنت فرنسا الحرب على بروسيا ووقفت الدول الألمانية الجنوبية على الفور إلى جانب بروسيا.
شارك الإمبراطور الفرنسي نابليون الثالث رغبة رئيس الوزراء إيميل أوليفير في تخليص فرنسا من الاضطرابات السياسية الداخلية عن طريق إعلان فرنسا للحرب على بروسيا.

## البرنامج المحلي لفرنسا وبروسيا

### المكانة والسياسة الفرنسية
أصبح موقف فرنسا في أوروبا في ذلك الوقت عِرضة للخطر من أن يخيِّم عليه ظهور بروسيا كدولة قوية، إذ بدت فرنسا متشددة إلى حدِّ كبير في أعقاب نجاحات بسمارك. فضلًا عن ذلك، فإن الحاكم الفرنسي نابليون الثالث كان على أرضية متزعزعة على نحو متزايد فيما يتعلق بالسياسة الداخلية. بعد نجاحه بالإطاحة بالجمهورية الفرنسية الثانية وإقامة الإمبراطورية الفرنسية الثانية، واجه نابليون الثالث مطالب أكثر ضراوةً فيما يخص الإصلاح الديمقراطي من جانب كبار الجمهوريين مثل جول فافر، إلى جانب انتشار شائعات عديدة حول احتمالية حدوث ثورة وشيكة. فضلًا عن ذلك، فقد تعرَّضت الطموحات الفرنسية في المكسيك لهزيمة نهائية وذلك بعد إعدام الإمبراطور الفرنسي، نمساوي الأصل، ماكسيميليان إمبراطور المكسيك عام 1867.
تطلَّعت الحكومة الإمبراطورية الفرنسية آنذاك إلى تحقيق نجاح دبلوماسي من أجل حصر المطالبات بالعودة إلى نظام الجمهورية أو ملكية بوربون. إذ كانت الحرب مع بروسيا وما أسفرت عنه من مكاسب إقليمية في إقليم راينلاند ثم في لوكسمبورج وبلجيكا في وقت لاحق بمثابة الأمل الأفضل لتوحيد الأمة الفرنسية خلف الأسرة البونابرتية الحاكمة. ومع اكتسابه مكانة قوية بعد تلك الحرب الناجحة، استطاع نابليون الثالث أن يقمع بشكل غير مباشر أي شعور جمهوري أو ثوري قديم خلف القومية الرجعية وإعادة فرنسا إلى مركز السياسة الأوروبية.

### بسمارك والقومية الألمانية
تعاني بروسيا بدورها من مشاكل شتَّى. في حين كانت الحماسة الثورية أكثر صمتًا من فرنسا، فقد استحوذت بروسيا عام 1866 على ملايين المواطنين الجدد نتيجة للحرب النمساوية البروسية، التي عُدَّت أيضًا حربًا أهلية بين الولايات الألمانية. أما الممالك والإمارات الألمانية الباقية فقد حافظت على موقف ثابت تجاه بروسيا وحركة الوحدة الألمانية. أصرَّ الأمراء الألمان على استقلالهم، وأحبطوا أي محاولة لإنشاء دولة فيدرالية تهيمن عليها برلين. وقد زادت شكوكهم من الانتصار السريع الذي حققته بروسيا وما تلاه من ضمّها لمناطق عدة. قبل الحرب، وافق عدد قليل من الألمان، ممن ألهمهم توحيد إيطاليا مؤخرًا، وأيدوا ما صدر عن الأمراء، بأن ألمانيا يجب أن تتحد من أجل الحفاظ على ثمار النصر النهائي.
لكن بسمارك كان لديه وجهة نظر مختلفة تمامًا بعد الحرب عام 1866: فلم يكن مهتمًا إلا بتعزيز بروسيا من وجهة نظر واقعية بحتة. وبدا توحيد ألمانيا غير هام بالنسبة له ما لم يُحسِّن من موقف بروسيا. ذكر بسمارك قبل الحرب إمكانية التنازل عن أراضي على طول نهر الراين لصالح فرنسا، واستخدم نابليون الثالث، بعد إلحاح ممثليه في فرنسا، هذه الإشارات غير الرسمية من جانب بسمارك للضغط من أجل السيطرة على المزيد من الأراضي التي قدمتها النمسا لبروسيا. في الواقع، هذه المناقشات، التي سرَّبها بسمارك إلى الولايات الألمانية الجنوبية، حوَّلت أعداءها السابقين إلى حلفاء بين عشية وضحاها تقريبًا، ولم تحصل على ضمانات مكتوبة فحسب بل أيضًا على الجيوش التي كانت تحت سيطرة بروسيا.

## التحالفات والدبلوماسية

### الدول الألمانية
على الصعيدين الدبلوماسي والعسكري، بحث نابليون الثالث عن الدعم من النمسا والدنمارك ومملكة بافاريا ودوقية بادن ومملكة فورتمبيرغ، حيث خسر الجميع حروبهم ضد بروسيا مؤخرًا. لكن نابليون الثالث فشل في تأمين تحالفات انتقامية من هذه الدول. وكانت الدنمارك قد حاربت بروسيا مرتين خلال حرب شلسفيغ الأولى والثانية (وهو صراع حدث بين عامي 1848-1850، لينتهي بهزيمة عام 1864 ضد كونفدرالية الولايات الألمانية الشمالية والنمسا تحت قيادة بروسيا)، وكانت غير راغبة في مواجهة بروسيا مرة أخرى. كجزء من تسوية الحرب النمساوية البروسية عام 1866، تمَّ التوقيع على معاهدات سرية للدفاع المتبادل بين بروسيا ومملكة بافاريا ودوقية بادن ومملكة فورتمبيرغ، ما جعلها بالغة الأهمية هو أنها لم تكن سرية فحسب، بل إنها أعطت نابليون الثالث شعورًا زائفًا بالأمن، بل إن بسمارك استخدم طلب نابليون الثالث بالسيطرة على أراضي نهر الراين لدفع الولايات الألمانية الجنوبية لتأييده. وبهذه المعاهدات، دافعت بروسيا عن جميع الولايات الألمانية الجنوبية من خلال قوتها العسكرية بعد انضمامها إلى الاتحاد الشمالي للدفاع عن بروسيا. كانت هذه الصفقة من شأنها أن تهدد بشكل خطير الإمبراطور الفرنسي ومخططاته لاستعادة الكبرياء الفرنسي.

### المملكة المتحدة
قام بسمارك بنشر مسودة مشروع بينديتي وإعلانه إلى صحيفة التايمز في لندن والذي طالب فيه كل من بلجيكا ولوكسمبورج بثمن البقاء على الحياد أثناء الحرب النمساوية البروسية. مع مراعاة التهديد الذي تشكله قوة رئيسية تسيطر على البلدان المنخفضة ذات الأهمية الاستراتيجية وعلى خط القناة الإنجليزية الساحلي، اتخذت حكومة المملكة المتحدة بشكل خاص موقفًا إيجابيًا تمامًا إزاء هذه المطالب الفرنسية، وقد أبدى الشعب البريطاني انزعاجه من هذه المحاولة الهادمة للتراجع عن كلمة نابليون الثالث. وعلى هذا، فلم تقم بريطانيا باعتبارها دولة قوية بأي شيء من أجل مساعدة فرنسا. وقد أعرب رئيس الوزراء ويليام غلادستون عن آرائه بشأن هذه المسألة للملكة فيكتوريا وكتب لها: «تحت أمرة جلالتك، مثلي مثل بقية العالم، أشعر بالصدمة والذهول». على الرغم من أنها استمتعت ببعض الوقت كقوة رائدة لأوروبا القارية، لكن قد وجدت الإمبراطورية الفرنسية نفسها معزولة إلى حدِّ كبير.